# CA Paranaense
Club Athletico Paranaense (cunoscut în mod obișnuit ca Athletico Paranaense și cunoscut anterior ca Atlético Paranaense) este un club de fotbal din Curitiba, Paraná, Brazilia, fondat pe 26 martie 1924.

## Lotul actual

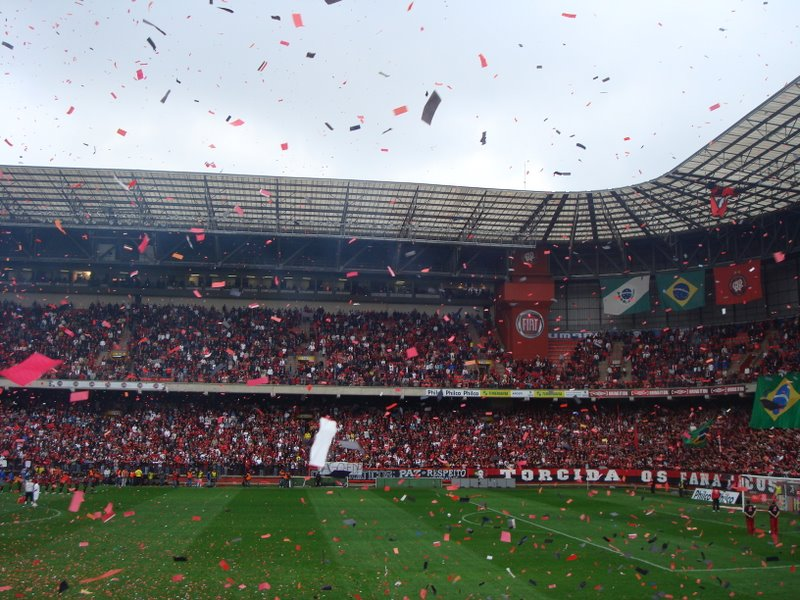
Arena da Baixada

La 20 aprilie 2024
| Nr. |           | Poziție | Jucător                                  |
| --- | --------- | ------- | ---------------------------------------- |
| 1   | Brazilia  | P       | Bento                                    |
| 3   | Brazilia  | M       | Gabriel (împrumutat de la Internacional) |
| 4   | Brazilia  | F       | Kaique Rocha                             |
| 5   | Brazilia  | M       | Fernandinho                              |
| 6   | Brazilia  | F       | Fernando                                 |
| 7   | Argentina | A       | Lucas Di Yorio                           |
| 8   | Paraguay  | A       | Romeo Benítez                            |
| 9   | Uruguay   | A       | Gonzalo Mastriani                        |
| 10  | Italia    | M       | Bruno Zapelli                            |
| 11  | Brazilia  | M       | Nikão (împrumutat de la São Paulo)       |
| 14  | Uruguay   | A       | Agustín Canobbio                         |
| 15  | Paraguay  | F       | Mateo Gamarra                            |
| 18  | Brazilia  | M       | Jader                                    |
| 20  | Brazilia  | A       | Julimar                                  |
| 22  | Brazilia  | F       | Madson                                   |
| 23  | Brazilia  | M       | Felipinho                                |
| 24  | Brazilia  | P       | Léo Linck                                |

| Nr. |           | Poziție | Jucător                                  |
| --- | --------- | ------- | ---------------------------------------- |
| 26  | Brazilia  | M       | Erick                                    |
| 27  | Brazilia  | A       | Petterson (împrumutat de la Flamengo)    |
| 28  | Argentina | A       | Tomás Cuello                             |
| 29  | Argentina | F       | Leonardo Godoy                           |
| 30  | Brazilia  | M       | Zé Vitor (împrumutat de la São-Carlense) |
| 32  | Chile     | A       | Luciano Arriagada                        |
| 37  | Argentina | F       | Lucas Esquivel                           |
| 41  | Brazilia  | P       | Mycael                                   |
| 43  | Brazilia  | P       | Gabriel Pereira                          |
| 44  | Brazilia  | F       | Thiago Heleno (căpitan)                  |
| 45  | Brazilia  | F       | Lucas Belezi                             |
| 50  | Brazilia  | A       | Renan Viana                              |
| 80  | Brazilia  | M       | Alex Santana                             |
| 88  | Brazilia  | M       | Christian                                |
| 92  | Brazilia  | A       | Pablo                                    |
|     | Brazilia  | F       | Luan Patrick                             |

## Palmares

### Național
- Série A

Campioană (1): 2001
Vice-campioană (1): 2004
- Série B

Câștigătoare (1): 1995
Locul 2 (1): 1990
- Campeonato Paranaense

Câștigătoare  (22): 1925, 1929, 1930, 1934, 1936, 1940, 1943, 1945, 1949, 1958, 1970, 1982, 1983, 1985, 1988, 1990, 1998, 2000, 2001, 2002, 2005, 2009
- Copa Paraná

Câștigătoare  (2): 1998, 2003

### Internațional
- Copa Libertadores

Finalistă (1): 2005

## Jucători notabili
| - Adriano Gabiru - Assis - Bellini - Caju - Djalma Santos - Ilan - Kléberson - Oséas | - Roberto Costa - Washington (1960) - Washington (1975) - David Ferreira - Dayro Moreno - Carlos Navarro Montoya - Edwin Valencia - Julián Viáfara | - Sergio Herrera - Joffre Guerrón - Paulo Rink - Felipe Baloy - Julio dos Santos - Krzysztof Nowak - Mariusz Piekarski - Gustavo Matosas |

## Antrenori
| - Cabralzinho (1996) - Evaristo de Macedo (1996) - Jair Pereira (1997) - Émerson Leão (1997–98) - Abel Braga (1998) - João Carlos (1998) - Vadão (1999–00) - Antônio Lopes (2000) - Paulo César Carpegiani (2001) - Mário Sérgio (2001) - Geninho (2001–02) - Valdir Espinosa (2002) - Abel Braga (2002) - Vadão (2003) - Mário Sérgio (Aug 4, 2003–19 aprilie 2004) - Casemiro Mior (Jan 15, 2005–05) - Edinho (11 aprilie 2005 – 11 mai 2005) - Antônio Lopes (24 mai 2005–Sept 25, 2005) - Lothar Matthäus (Jan 11, 2006–17 martie 2006) - Givanildo Oliveira (20 martie 2006 – 21 iulie 2006) - Vadão (22 iulie 2006 – 11 iunie 2007) - Antônio Lopes (12 iunie 2007–Aug 20, 2007) | - Ney Franco (Aug 21, 2007–20 mai 2008) - Roberto Fernandes (20 mai 2008–Aug 3, 2008) - Tico (caretaker) (Aug 4, 2008–Aug 15, 2008) - Mário Sérgio (Aug 16, 2008–Sept 4, 2008) - Geninho (Sept 4, 2008–7 iunie 2009) - Waldemar Lemos (11 iunie 2009 – 29 iulie 2009) - Antônio Lopes (Aug 1, 2009–8 martie 2010) - Leandro Niehues (9 martie 2010 – 30 mai 2010) - Paulo César Carpegiani (31 mai 2010–Oct 3, 2010) - Sérgio Soares (Oct 4, 2010–Feb 3, 2011) - Geninho (Feb 21, 2011–4 aprilie 2011) - Adilson Batista (5 aprilie 2011 – 26 iunie 2011) - Renato Gaúcho (4 iulie 2011–Sept 1, 2011) - Antônio Lopes (Sept 2, 2011–Dec 31, 2011) - Juan Ramón Carrasco (Jan 1, 2012–12 iunie 2012) - Ricardo Drubscky (caretaker) (12 iunie 2012 – 28 iunie 2012) - Jorginho (29 iunie 2012–Aug 5, 2012) - Ricardo Drubscky (caretaker) (Aug 6, 2012–8 iulie 2013) - Vagner Mancini (10 iulie 2013–Dec 29, 2013) - Miguel Ángel Portugal (Jan 8, 2014–present) |